# Organy bezpieczeństwa publicznego (1944–1956)
Organy bezpieczeństwa publicznego – ogólny termin prawny obejmujący niewojskowe struktury aparatu bezpieczeństwa państwa funkcjonujące w Polsce Ludowej okresu stalinizmu (1944–1956), a potocznie określane jako Urząd Bezpieczeństwa (UB, od nazewnictwa organów terenowych, czyli urzędów bezpieczeństwa publicznego); ponadto potocznie zwano je (wraz ze Służbą Bezpieczeństwa — formacją będącą następcą tych organów po 1956 r.) bezpieką.
Organy te objęte są w całości znacznie szerszym, współcześnie zdefiniowanym ustawie o IPN pojęciem organów bezpieczeństwa państwa, obok stanowiących ich następców jednostek Służby Bezpieczeństwa, jak również odpowiadających współczesnych im oraz późniejszych struktur wojskowych, a także niektórych innych struktur państwowych.
Termin stosowany wobec współczesnych służb to organy ochrony bezpieczeństwa i porządku publicznego.

## Struktura
Na szczeblu centralnym struktura posiadała rangę ministerstwa, były to kolejno:
- Resort Bezpieczeństwa Publicznego (21 lipca 1944 – 31 grudnia 1944)
- Ministerstwo Bezpieczeństwa Publicznego (31 grudnia 1944 – 7 grudnia 1954)
- Urząd Komitetu do spraw Bezpieczeństwa Publicznego (14 grudnia 1954 – 28 listopada 1956).

Podlegała im sieć wojewódzkich urzędów bezpieczeństwa publicznego (WUBP), miejskich urzędów bezpieczeństwa publicznego (MUBP) i powiatowych urzędów bezpieczeństwa publicznego (PUBP).
Dwie pierwsze z trzech ww. instytucji centralnych nadzorowały ponadto organy innych typów, tj. 
- wojska wewnętrzne (KBW)
- organy porządkowe: 
  - MO
  - ORMO
  - SW
  - WOP (od 1949).

Zostały one w 1954 r. przeniesione pod nadzór MSW.
Po zniesieniu komitetu w czasie odwilży 1956 r. również pozostałe jednostki mu podległe zostały zreorganizowane i włączone do Ministerstwa Spraw Wewnętrznych jako znacznie mniej liczebna Służba Bezpieczeństwa (28 listopada 1956 – 31 lipca 1990). Redukcja stanu osobowego odzwierciedlała ewolucję charakteru instytucji od aparatu masowego terroru do tajnej policji politycznej stosującej celowane wybiórczo represje.